# النقيلة (المخادر)

تعديل مصدري - تعديل

النقيلة محلة تابعة لقرية الدخلة، التابعة لعزلة بني سرحة بمديرية المخادر إحدى مديريات محافظة إب في الجمهورية اليمنية، بلغ تعداد سكانها 94 حسب تعداد اليمن لعام 2004.